# Ole Lukkoye
Ole Lukkoye (russisch Оле Лукойе, wiss. Transliteration Ole Lukoje) sind eine russische Rockband aus Sankt Petersburg. Stilistisch schwer einzuordnen, gehören sie am ehesten in den psychedelischen Bereich des Rock.

## Entwicklung
Im Zuge der Perestroika und des Glasnost durch Michail Gorbatschow kam auch die Musikszene aus dem Untergrund heraus. Zwei aus dieser Szene, Boris Bardasch und Andrei Lawrinenko, taten sich 1989 zusammen und gründeten Ole Lukkoye. Bald darauf stieß auch Frol dazu.
Die Musik Ole Lukkoyes ist ein Gemisch aus dem Bombastrock der '70er – hier vor allem Einflüsse des Space Rock à la Hawkwind und des Krautrock – mit orientalischen Klängen und schamanistischen Einflüssen aus Tuwa und Sibirien, wohin die noch junge Band zur Inspiration hingereist war.
1993 kam die erste LP Zapara auf den Markt. 1996 wurde auch der Westen auf die Band aufmerksam, als zeitgleich mit dem zweiten Album Toomze auch der Erstling Zapara nun auf CD erschien.
Ole Lukkoye haben sich in Deutschland eine Fangemeinde aufbauen können. Seit 1999 spielen sie regelmäßig in Deutschland, so unter anderem auf dem Herzberg Festival oder 2005 auf dem Klangbadfestival.
Der Mitbegründer der deutschen Krautrockband Faust, Hans-Jochen Irmler, ist seit dem Album Crystal Crow-Bar der Produzent von Ole Lukkoye.

## Diskografie
- 1993: Zapara
- 1996: Toomze
- 1998: Doo-Doo-Doo or Remedy for a Dwarf
- 2000: Crystal Crow-Bar und Relax In Your Dream, Live 1994 - 1998
- 2001: Flown Across The Street, Live 2000 - 2001
- 2002: Horse Tiger
- 2003: Dream of The Wind, Live 1989 - 1991
- 2006: Kumaneira
- 2008: R9
- 2010: Fairy Tales, Videocollection 1990 - 2001 (DVD)
- 2010: Petroglyphs
- 2015: Dyatly